# Cristóbal de Haro
Cristóbal de Haro (Burgos?, 14...? – Burgos, noviembre de 1541) fue un mercader y financista español, miembro de una familia de comerciantes burgaleses, de origen posiblemente judío, que tuvo sedes comerciales en distintas ciudades de Europa occidental. 
Mantuvo vínculos económicos con las poderosas familias alemanas Fúcar y Bélzar. Administró una casa comercial primero en Portugal y después en España, dedicada al tráfico de diferentes mercancías, principalmente especias, con la que financió numerosas expediciones, entre otras, la primera en llegar al Río de la Plata (1511-1512) y la de Magallanes y Elcano (1519-1522), primera en circunnavegar el globo. 
Fue factor de la Casa de Contratación de la Especiería de La Coruña y regidor de Burgos. Desarrolló una importante relación con el emperador Carlos V del Sacro Imperio Romano Germánico. Gracias al capital que acumuló como empresario, llegó a ser prestamista de dicho monarca. También supo operar como su informante y espía merced a los vínculos internacionales que había desarrollado como mercader.

## Origen familiar
Cristóbal de Haro y su familia eran oriundos de Burgos, ciudad del norte de Castilla que había llegado a ser un importante centro mercantil gracias a la exportación de lana hacia Flandes.
En Burgos los Haros eran una familia reconocida que algunos historiadores consideran de judíos conversos. El padre de Cristóbal fue un mercader llamado  Juan Rodríguez de Haro. De su madre se desconoce el nombre, pues no lo registran los archivos parroquiales de la Iglesia burgalesa de San Lesmes, donde varios Haros tienen sepultura.
Aunque centrados en Burgos, los Haros llegaron a estar representados en las principales plazas comerciales de Europa occidental, pues como muchos hombres de negocios de los siglos XV y XVI, fueron asentándose, de modo transitorio o estable, en las ciudades mercantiles europeas de mayor importancia. Esta presencia cosmopolita les permitía integrar una tupida red de relaciones en la que, tal como los navegantes europeos de la época, se operaba sin mayores lazos de lealtad nacional.

## Contexto político y comercial de los Haros

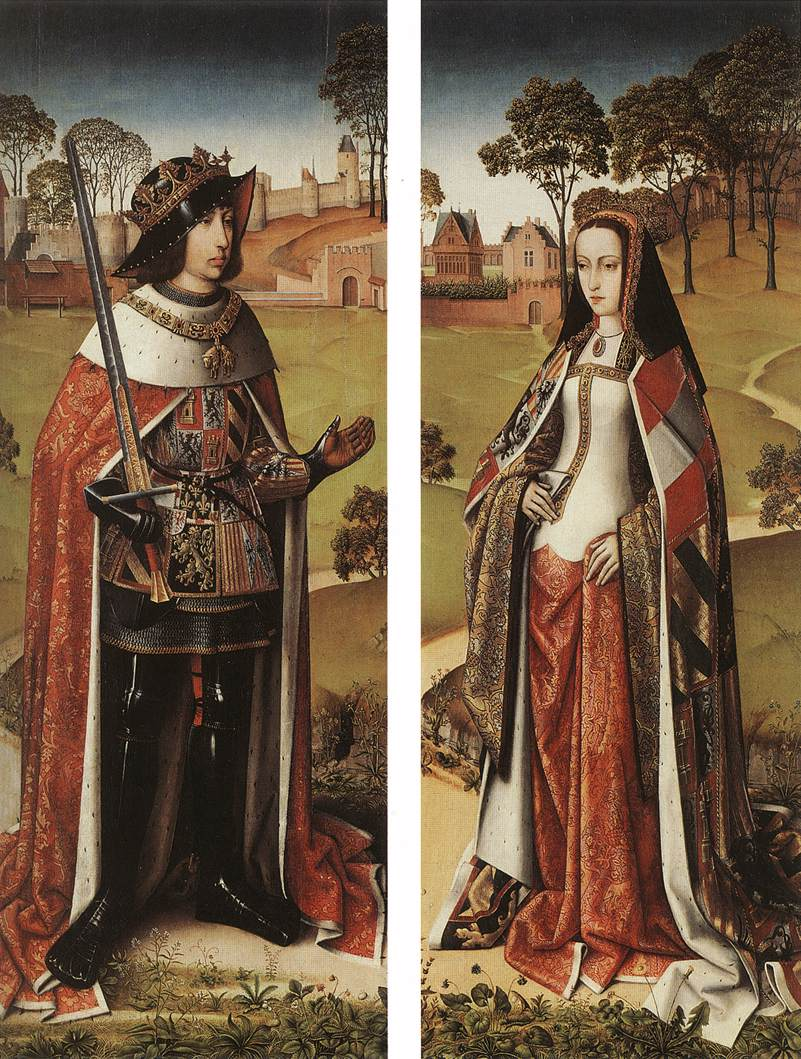
Felipe el Hermoso, de la casa de Habsburgo, y Juana la Loca, heredera de la casa Trastámara. El casamiento entre ambos sentó la base para que su hijo Carlos unificara, como emperador, el patrimonio de ambas familias.

Con la unión dinástica entre la casa española de los Trastámaras y la austríaca de los Habsburgos, se consolidó un vínculo político-económico entre España y los Países Bajos, sobre todo durante el reinado del emperador Carlos V. Ya alrededor de 1500, hubo un importante flujo de mercaderes españoles hacia Amberes. Uno de ellos fue el hermano de Cristóbal de Haro, de nombre Diego, en cuya compleja red de intereses se evidencia la doble vinculación de la familia Haro, su relación simultánea con los comerciantes de los Países Bajos y con la corte española. 
Diego se había casado con una flamenca y comerciaba asociado con naturales de los Países Bajos, y a la vez era prestamista del emperador español Carlos V y hasta había casado a su hija Francisca con el secretario del monarca, Maximiliano Transilvano, el mismo que posteriormente sería el primer cronista de la expedición de Magallanes, financiada por su tío político, Cristóbal de Haro.
Por otra parte, entre los siglos XV y XVI el negocio de las especias provenientes del archipiélago asiático de las Molucas era sumamente lucrativo en Europa. En 1511 el portugués Antonio de Abreu completó el descubrimiento de la ruta marítima que rodeando África y yendo hacia el Este lleva hasta aquellas islas, y así su país acabó por hacerse con el monopolio del tráfico especiero. Los españoles, intentando hacer lo mismo pero por la ruta del Oeste, en 1492 se toparon con el Nuevo Mundo y enseguida comenzaron a buscar algún pasaje interoceánico que les permitiera seguir hasta la Especiería, empresa en la que Cristóbal de Haro cumpliría un papel decisivo.
Por lo demás, para organizar los asuntos relativos a las recién descubiertas tierras americanas, en 1503 la corona española fundó en Sevilla la Casa de Contratación, y el monopolio que a partir de entonces ejerció esta ciudad mediterránea menoscabó los intereses de los comerciantes de Burgos. Estos, ansiosos de llegar al Pacífico para participar del negocio especiero, se asociaron en ese intento con los Fúcares, la poderosa familia alemana que, con miras en los réditos comerciales que podría obtener de Carlos I de España, financió la costosa elección que lo convirtió en emperador de gran parte de Europa bajo el título de Carlos V del Sacro Imperio Romano Germánico.

## Etapa portuguesa
La actitud portuguesa de conceder posibilidades comerciales en sus territorios de ultramar incluso a hombres de negocios extranjeros, hizo que numerosos comerciantes castellanos se trasladaran a Portugal.
Cristóbal de Haro se radicó en Lisboa entre 1505 y 1510, adonde fue enviado por su hermano Diego, que regía la casa comercial familiar en Amberes. Según algunos autores, Haro operó comercialmente en Lisboa al servicio de las familias alemanas Fúcar y Bélzar. Hizo su primera fortuna explotando el azúcar de Madeira. En abril de 1510 obtuvo del rey Manuel I el derecho de traer libremente mercaderías durante 15 años, que le abrió las puertas de un lucrativo comercio con los establecimientos portugueses del océano Índico. Asimismo, desde Portugal armó flotas hacia la recién descubierta América en busca de palo brasil. Por lo demás, las fuentes de la época le atribuyen también haber comerciado con los chinos e intervenido en el tráfico de esclavos.

### Predescubrimiento del Río de la Plata
Por encargo del rey de Portugal, Cristóbal de Haro financió un viaje exploratorio comandado por Diogo Ribeiro (no confundir con el cartógrafo de mismo nombre), que recorrió el litoral atlántico sudamericano en busca de un paso interoceánico. Dicha exploración era clandestina, pues podía internarse en territorios que el Tratado de Tordesillas vedaba a Portugal y asignaba a España. Ribeiro murió en un combate con indígenas y le sucedió en el mando Enrique Frois o Flores, que en el viaje de vuelta tuvo que encaminarse a la isla de Puerto Rico por el mal estado en que se encontraba su carabela. Allí, en 1513, fue apresado y enviado a Santo Domingo y más tarde, por intercesión del rey de Portugal, a la Casa de la Contratación en Sevilla, donde la tripulación permaneció presa hasta 1517.
Se cree que el folleto Copia de Newen Zeytung auss Pressilg Landt ("Nueva gaceta de la tierra del Brasil"), de un autor alemán anónimo, recoge noticias de esta expedición. El folleto cuenta que una carabela portuguesa perteneciente a una expedición de dos naves armadas por Cristóbal de Haro y Nuño Manuel había arribado a Madeira proveniente de Sudamérica. El piloto informaba de que habían descubierto lo que parecía ser un paso marítimo hacia el otro océano. Varios historiadores, entre ellos Rolando Laguarda, consideran que esta expedición descubrió el Río de la Plata unos años antes que Juan Díaz de Solís. Laguarda fechó la expedición en 1511-1512, si bien otros autores creen que tuvo lugar en 1513-1514.

## Etapa española
En 1517 Cristóbal de Haro regresó a España y comenzó una etapa de 24 años, es decir hasta su muerte, en la que sus actividades estuvieron estrechamente vinculada con los intereses del rey Carlos I de España, posterior emperador Carlos V del Sacro Imperio Romano Germánico.

### Regreso a España
Cuando Manuel I de Portugal resolvió modificar la política real y obstaculizar en sus dominios las actividades comerciales de los extranjeros, los comerciantes españoles radicados en Portugal se vieron forzados a volver a España y allí abrirse camino en el ámbito dominado por Carlos I y su entorno.
El interés de Haro en hallar un pasaje hacia la Especiería en dirección sudoeste –ruta que al estar dentro del área de influencia española competiría con la ruta oriental de los portugueses–, su ostensible riqueza y su claro desacuerdo con que la Corona portuguesa monopolizara el tráfico de especias, habrían sido los factores que fueron gestando su caída en desgracia con Manuel I. En cuanto a la causa inmediata, probablemente fuese que Cristóbal de Haro, que contaba con autorización real para traficar en la costa de Guinea, no obtuvo resarcimiento cuando sufrió el hundimiento de siete barcos a manos del portugués Esteban Iusarte. Al menos esa es la versión que dio Maximiliano Transilvano, que estaba casado con una sobrina de Cristóbal de Haro. Lo cierto es que en 1517 Haro regresó a España  mientras que Iusarte fue capturado en Castilla a petición del rey de Portugal y ajusticiado en Oporto. En Lisboa, Cristóbal dejó a cargo de sus asuntos a su primo Nicolás de Haro.

### Expedición Magallanes-Elcano
Cristóbal de Haro desempeñó un papel crucial, como promotor y beneficiario, en la concreción de la expedición que comenzó Hernando de Magallanes en 1519 y finalizó Sebastián Elcano en 1522, primera en circunnavegar el planeta. 

#### Organización y realización

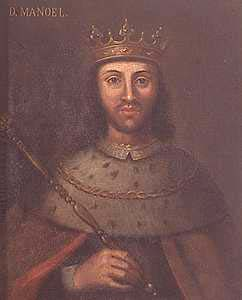
Manuel I de Portugal, apodado "El Afortunado", pues bajo su reinado hubo descubrimientos como el del Brasil y el de la ruta atlántica hacia la India. Sus discordias con Magallanes y Cristóbal de Haro determinaron que el proyecto de circunnavegar el globo se concretara bajo bandera española

Maximiliano Transilvano dice que Cristóbal de Haro y Magallanes, ambos disgustados con el rey portugués, acudieron juntos a la corte de Carlos I para convencerlo de que las Molucas, al otro lado del globo, probablemente se hallasen en el hemisferio occidental que el Tratado de Tordesillas asignaba a España, de que podía llegarse a ellas yendo hacia occidente a través de un pasaje en las tierras recién descubiertas, y de que así se lograría importar especias a menor costo que el que implicaba la vía oriental de los portugueses. Juan de Aranda y el poderoso obispo de Burgos, Juan Rodríguez de Fonseca, ambos miembros de la Casa de la Contratación de Sevilla, acompañaron a Cristóbal de Haro en promover ante la Corona la conveniencia de armar una flota que fuera a las Molucas por occidente.
Ante las dudas del soberano, Haro ofreció costear la flota por completo él y su gente. Carlos finalmente aceptó el proyecto, pero no que Haro lo financiara solo, y decidió costearla mayoritariamente a expensas de la Corona. En definitiva, Cristóbal de Haro proveyó 40 ducados para el avío de las naves de la armada, lo cual constituyó alrededor de la quinta parte de la misma.
Cuando tras alcanzar las Molucas dando la vuelta al planeta, finalmente en 1522 arribó a Sevilla la nao Victoria, única sobreviviente de la flota de Magallanes, con un valioso cargamento de clavo de olor, el emperador Carlos V, que se encontraba en Valladolid, emitió una cédula que mandaba se entregase a Cristóbal de Haro todo el clavo venido en el barco. Haro, también en Valladolid como el resto de la corte, envió un apoderado a recoger el cargamento y posteriormente obtuvo importantes réditos vendiéndoselo, en parte, a Enrique Ehinger, agente de los Bélzares. 

#### Consecuencias
Tras el arribo de la nao Victoria, Carlos V fundó una Casa de Contratación de la Especiería en La Coruña y nombró a Haro factor de la misma. Desde entonces todo lo relacionado con el comercio de especias y por ende con la navegación en el Pacífico, estuvo bajo la directa influencia de Haro y del grupo financiero y promotor de Burgos.
Pocos meses después, los Fúcares estuvieron dispuestos a conceder nuevos préstamos al emperador Carlos V a un interés anual del 14%, y fue Cristóbal de Haro quien firmó el contrato en representación de los alemanes, de lo que se desprende el enorme poder que había alcanzado en la esfera financiera del imperio.

### Intervención en otras expediciones
Cristóbal de Haro, sobre todo desde su puesto de factor de la Casa de Contratación de La Coruña, participó en el armado de varias flotas bajo bandera española, mayormente comisionadas para ir en busca de las especias de las Molucas. Entre ellas, algunas que tuvieron resultados de especial relevancia son:

#### Expedición de González Dávila y Niño (1519)
Ante la posibilidad de que Magallanes no encontrase un pasaje, Cristóbal de Haro, junto a Fonseca y a Francisco de Valenzuela, armó otra expedición para que explorase la costa occidental centroamericana hasta mil leguas hacia el Oeste, a fin de descubrir un derrotero hasta las Molucas que permitiera coordinar el tráfico con tales islas desde la costa al otro lado del Nuevo Mundo. La expedición, a cargo de Gil González Dávila y Andrés Niño, partió de Sanlúcar de Barrameda una semana antes que la de Magallanes, con destino a la costa caribeña de la actual Panamá; desde ahí, por tierra, y atravesando el istmo panameño, se dirigió hacia el otro océano, y a su vez desde allí, ya en 1522, en las nuevas naves que habían sido construidas en esas tierras, zarpó en un viaje exploratorio que finalmente rumbeó solo hacia el norte, recorriendo el litoral, y del que resultó entre otras cosas, el descubrimiento del lago de Nicaragua.

#### Expedición de Gómez (1524-1525)
El emperador Carlos V le confió a Haro el armado de una expedición que hallase una ruta a las Molucas navegando hacia el noroeste. La flota, bajo el mando de Esteban Gómez, zarpó de La Coruña en 1524 y regresó al año siguiente, sin haber cumplido con aquel cometido, pero sí habiendo explorado gran parte de la costa norteamericana, incluyendo los territorios de los actuales Nueva Escocia, Nueva York y el río Hudson. El conocimiento geográfico recabado así permitió que el célebre cosmógrafo Diego Ribero cartografiara gran parte del litoral oriental de Norteamérica.

#### Expedición de Loaysa y Elcano (1525-1537)
Cristóbal de Haro, nuevamente junto con la Corona, los Fúcares y los Bélzares, avió una segunda flota especiera para repetir la ruta magallánica. Tal flota, bajo el mando de Fray García Jofré de Loaysa y Juan Sebastián Elcano, zarpó de Galicia en 1525, pero solo una parte logró llegar a las Molucas y la expedición resultó un fracaso económico.

#### Expedición de García de Moguer (1526-1530)
Asociado con Hernando de Andrade y con autorización de la Corona, Cristóbal de Haro armó una flota, bajo el mando de Diego García de Moguer, con amplias y abiertas instrucciones, pero cuyo fin último era nuevamente la Especiería siguiendo el derrotero inaugurado por Magallanes y Elcano. La expedición zarpó de La Coruña en 1526, y aunque no cumplió esa instrucción, exploró el interior de la cuenca del Río de la Plata, donde colaboró, no sin cierto enfrentamiento previo, con la expedición de Sebastián Gaboto, con la que coincidió allí.

### Influencia política de Haro
La participación económica de Cristóbal de Haro en las actividades de la corona española le significó llegar a tener incluso cierto peso político en la corte. Por caso, valiéndose de ese ascendiente, habría contribuido a que en 1527 se nombrara a Pedro de Alvarado gobernador, capitán general y luego adelantado de Guatemala. Haro, todavía en la Casa de Contratación de La Coruña, había obtenido de la Corona la concesión de una nueva expedición a la Especiería. La ubicación de Guatemala y provincias aledañas, con costa hacia el Pacífico, favorecía sus intereses, por eso Alvarado obtuvo aquel nombramiento con la misión de descubrir la navegación desde el litoral centroamericano hasta las Molucas. Navegación que finalmente se frustró debido a la venta de esas islas a Portugal dos años después.

### Haro como acreedor real

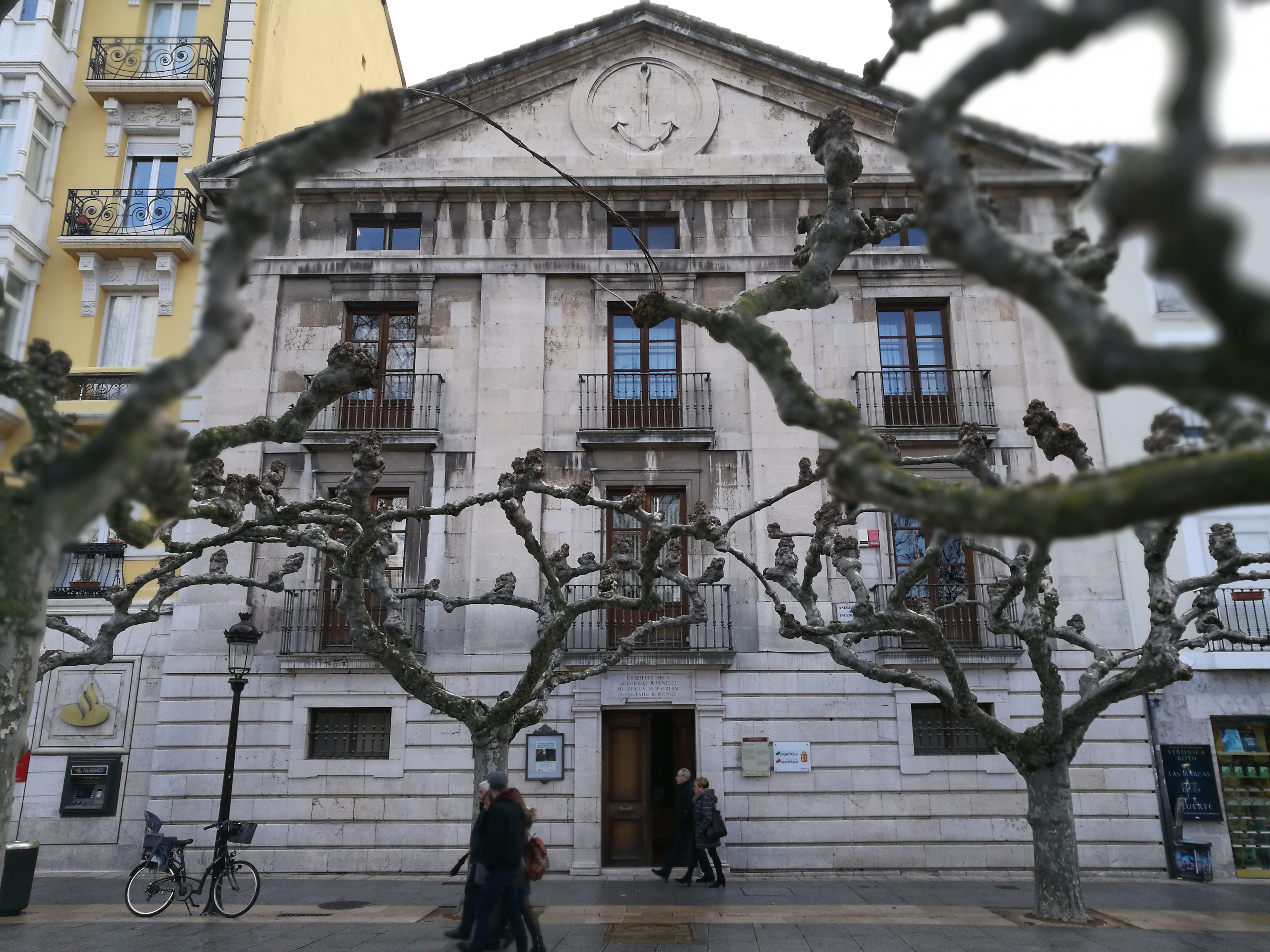
Edificio del antiguo Consulado de Mar de Burgos, institución que aseguraba los intereses de los comerciantes que exportaban la lana castellana e importaban paños y telas de Flandes.

En 1512 un grupo de mercaderes burgaleses prestó una fuerte suma a Fernando el Católico. En documentación del Consulado de Burgos, la institución que agrupaba a los grandes comerciantes de la ciudad, fechada en 1524, aparece un listado de nombres de los acreedores que aún no habían cobrado esa deuda. A esa lista se suman los nombres de Cristóbal de Haro y de su suegro, Gregorio de Ayala, de lo que puede deducirse que había habido un relevo financiero en los apoyos que los grupos de comerciantes de Burgos daban a la Corona, y que en ese segundo momento se incorporaron como prestamistas Haro y Ayala.
Fernando murió en 1516 dejando sus deudas pendientes, y su heredero, Carlos I, necesitó una considerable ampliación. Los comerciantes burgaleses ofrecieron su línea de financiación para la Especiería, pero también impusieron sus exigencias, y así obtuvieron de la Corona cargos y una fuente de financiación: la Bula de Cruzada Dum Turcorum Sarracenorumque, que permitía que parte de lo recaudado en la Cruzada contra los musulmanes del norte de África se cediera a los mercaderes que habían adelantado dinero al rey, entre ellos Cristóbal de Haro.
En 1539, la deuda de la Corona española con Haro ascendía a 6 022 950 maravedíes, que en parte, 2 437 500 maravedíes, le fueron pagados mediante la concesión para la trata de negros antes mencionada. Los restantes  3 585 450 maravedíes los recibiría de las sobras de la Cruzada y otras bulas.

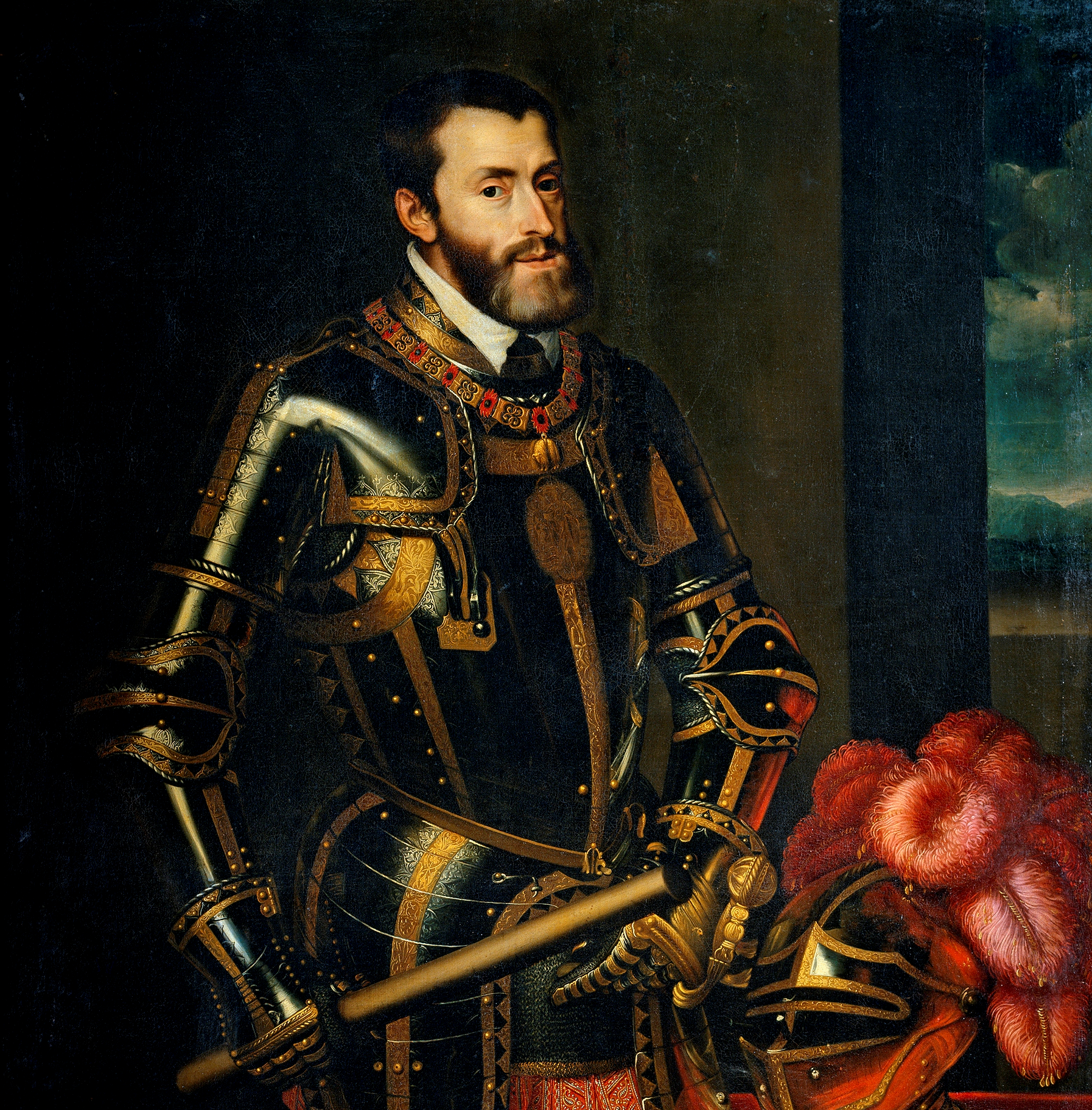
Rey Carlos I y emperador Carlos V (por Rubens). Como primer monarca en gobernar simultáneamente Castilla, León y Aragón, se constituyó en el primer rey de España.

### Haro como informante real
El emperador Carlos V también encontró en Cristóbal de Haro un hombre de confianza para que prestase servicios como informante. Valiéndose de sus numerosos socios y agentes en varios puertos europeos, estuvo en condiciones de obtener información sobre las expediciones que planeaban y emprendían otros estados en detrimento de los intereses de Carlos V. 
Particularmente en los últimos años de su vida, Haro mantuvo un asiduo intercambio epistolar con este monarca. Estos registros se han conservado y demuestran, por ejemplo, que en el periodo de 1540-41, organizó incluso tareas de espionaje internacional para el emperador. En 1540 le fue remitida una carta de Madrid en la que se le pedía básicamente enviar una flota espía hacia la costa norte de Francia, pues se rumoreaba que allí se aprestaba una expedición a la actual América del Norte comandada por Jean Cartier. La reacción del empresario fue inmediata, y al responder ya había enviado hasta Ruan una expedición al mando de Pedro Santiago, que recabó una amplia información que Haro fue comunicando a la Corona mediante varias cartas conservadas en el Archivo General de Indias.

### Regidor de Burgos
Desde el reinado de Alfonso XI, existía en Burgos y municipios castellanos, la institución del Regimiento, cuyos miembros tenían injerencia en los asuntos locales y constituían oficiales reales, pues los elegía o aceptaba el rey. Los miembros del Regimiento detentaban su cargo de por vida. Sus títulos eran entregados por la Corona cuando había un puesto vacante o bien confirmado por la misma cuando se producía una renuncia en favor de un sucesor nombrado por el renunciante. Tal es el caso de Cristóbal de Haro, que llegó al cargo de Regidor de Burgos cuando Fernando de Bernuy, de la importante familia de comerciantes franco-burgaleses, renunció a esa dignidad en su favor en 1533. Haro mantuvo el puesto durante una década, hasta su muerte.

## Tráfico de esclavos
Durante su estancia en Lisboa, Cristóbal de Haro ya había participado del negocio de la trata de esclavos. En 1513 obtuvo de la Corona portuguesa autorización para adquirirlos en Guinea y Sierra Leona.  Según consta en los asientos del mercado de Valencia, en mayo de 1513 el mercader Pedro de Vallpuesta compareció para presentar 83 negros comprados en Portugal a Luis de Aranda y Cristóbal de Haro. Al mes siguiente hizo lo propio respecto de un nuevo cargamento, esta vez de 76 negros, enviado a Valencia por los mismos remitentes. En 1514, en el mismo mercado, Haro estuvo involucrado en el envío de tres remesas con un total de 254 negros esclavos.
En 1526, cuando aún se encontraba en la Casa de Contratación de La Coruña, Haro recompró algunas licencias negreras. Pero su reingreso de lleno al mercado esclavista se produjo tras la firma del tratado de Zaragoza, por el que el emperador Carlos V vendió a la Corona portuguesa su derecho sobre las Molucas en 1529, y la consiguiente disolución de la Casa de Contratación coruñesa. La pérdida de este baluarte de negocios e influencias hizo que Haro buscara otras opciones comerciales. Así, intentó sustituir a Juan López de Recalde, a su muerte en 1532, en la Casa de Contratación de Sevilla, y finalmente se vio forzado a recurrir a negocios alternativos al pimentero. En 1536, él y su sobrino y socio, Francisco de Burgos, regularizaron la venta de 150 esclavos, que ya tenían en Indias, distribuyéndolos en Tierra Firme y Perú.
Finalmente, en 1539, la Corona, en parte de pago por la deuda de 6 022 950 maravedíes que tenía con él, concedió a Haro licencia para obtener 2 437 500 maravedíes en la venta de mil esclavos capturados o comprados en Cabo Verde, Guinea, u otros lugares vinculados a Castilla o Portugal.

## Matrimonio, herederos y muerte

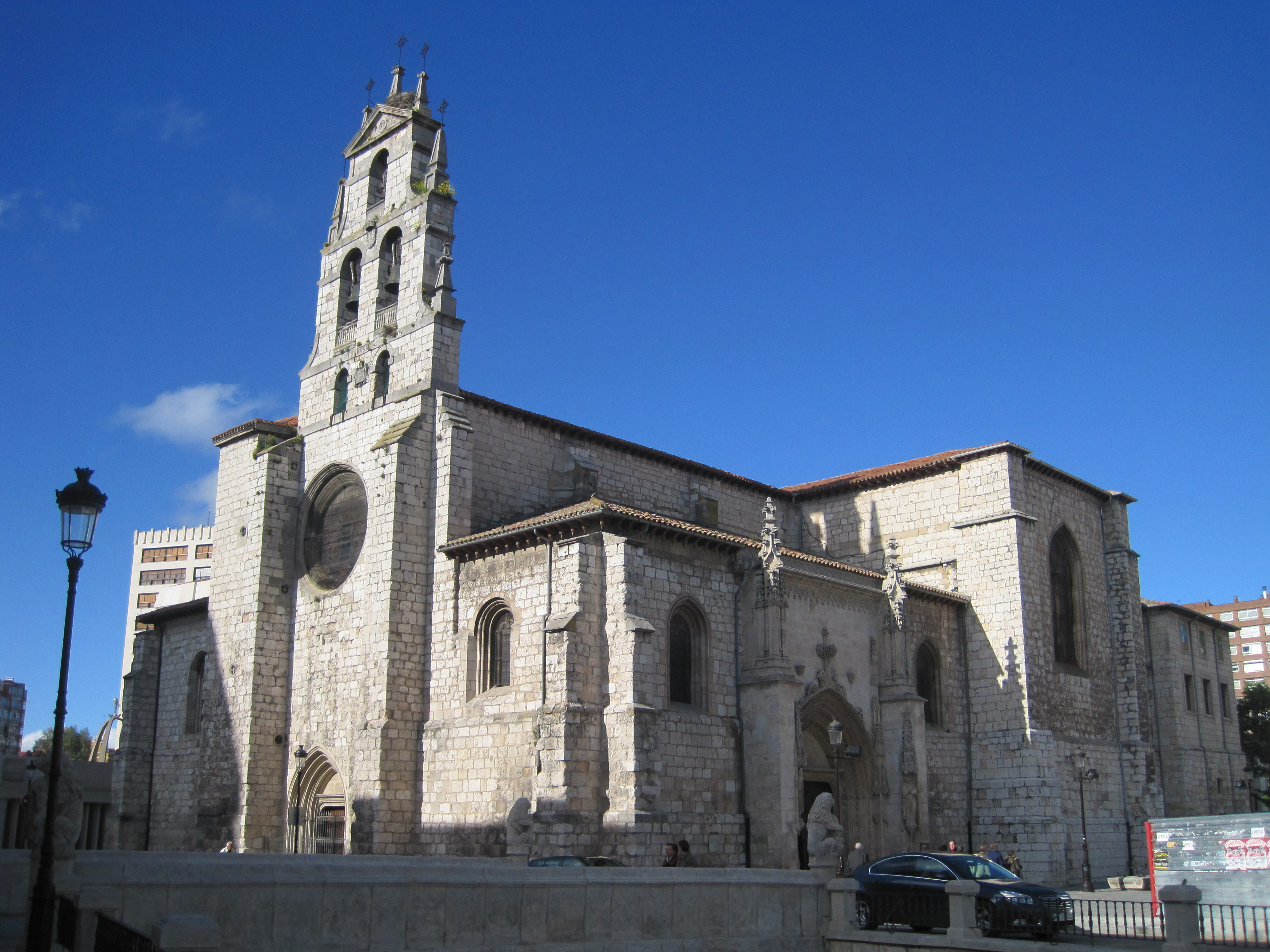
Iglesia parroquial de San Lesmes Abad o San Lesmes Exterior. Dentro de ella se encuentra una capilla en la que está sepultado, junto a sus padres, mujer y algunos de sus hijos, Cristóbal de Haro.

Cristóbal de Haro se casó con Catalina de Ayala, hija de Gregorio de Ayala, otro gran comerciante burgalés. Con ella tuvo nueve hijos, de los cuales el último nació a poco de morir su padre.
Cristóbal de Haro falleció en noviembre de 1541 y fue sepultado en Burgos, en la capilla familiar de la iglesia parroquial de San Lesmes, donde su esquela funeraria lo recuerda así:

«Aquí Yacen los Señores Cristóbal de Haro: factor de la Magestad del Emperador, Carlos quinto, de la casa de la contratación, de la especería y Regidor de Burgos. Patrón de esta capilla, y Doña Catalina de Ayala, su mujer fallesció él en el mes de Noviembre del año de mil e quinientos e quarenta i un años y ella en el mes de octubre del año de gracia de mil e quinientos e quarenta y seis. Dejaron dotadas en esta capilla cinco misas rezadas cada semana con sus responsos. Requiescant in pace. Amen».

En la basa del sepulcro figura su escudo de armas, cuya simbología, autorizada por el emperador Carlos V, da cuenta de la contribución de Haro a la expedición magallánica: las columnas de Hércules, que forman una suerte de H, el mote real “Plus ultra”, las cinco naves de la flota y la representación figurada de especias.